# Muzej
Muzej (od starogrčkog. μουσείο[ν], musío - sjedište Muza) je naziv za ustanovu i zgradu, u kojoj se čuvaju, proučavaju i izlažu - kronološki ili tematski - zbirke starina i umjetnina, te prirodoslovnih, tehničkih i sl. predmeta. 

## Podjela
Dijele se na:
- znanstvene (arheološki, povijesni, etnografski, prirodoslovni, tehnički, vojni, kriminalistički, higijenski, školski, pomorski i dr.)
- umjetničke (koji sadrže zbirke slika, skulptura, grafika i objekata primijenjene umjetnosti).

Po karakteru, strukturi i teritorijalnoj kompetenciji na državne, zemaljske, pokrajinske, gradske i zavičajne. Često se upotrebljavaju i nazivi galerija (za veće zbirke slika i skulptura) i kabinet (za zbirke grafika, novca i medalja. Pinakoteka je umjetnički muzej koji izlaže samo slike, dok je kalkoteka muzej skulptura, a gliptoteka muzej gipsanih odljeva skulptura i reljefa. Lapidarij je naziv za zbirku radova u kamenu, kao što su skulpture i arheološki spomenici, koji se obično nalazi na mjestu gdje su iskopani, ili u okviru povijesnih, arheoloških ili gradskih muzeja.
Osim izložbenih prostorija, suvremeni muzej ima čuvaonice (čitav se inventar rijetko izlaže), konzervatorsko restauratorske radionice, fotografski laboratorij, prostorije za stručno osoblje, s inventarima i knjižnicom.
U Hrvatskoj djeluje 146 muzeja, galerija, muzejskih zbirkâ ,te sedamdesetak crkvenih zbirkâ. O muzejskoj građi brine se stručno muzejsko osoblje, kustosi, konzervatori tehničari( preparatori ) i konzervatori restauratori.
Virtualni muzej (web muzej, online muzej ili e-muzej) je muzej koji egzistira samo u virtualnom prostoru (na Internetu).

## Povijest muzeja
Prvi zapis o umjetničkoj zbirci dragocjenosti sakupljenoj u ratnim pohodima potječe iz grada Suze (oko 1176. pr. Kr.). U Perzopolisu se spominju palače s riznicama i kipovima grčke umjetnosti, u svečanim zgodama otvorene javnosti.
U 5. st. pr. Kr. na atenskoj akropoli nalaze se arhetipski oblici budućih galerija i muzeja (Pinakoteka uz propileje, Kalkoteka s izloženim kipovima ispod Partenona, Stoa poikile - trijem ispod akropole urešen slikama s motivima bitke kraj Maratona). Također, riznice u svetištima uz hramove u Ateni, Korintu, Olimpiji, Delfima i dr. sa zavjetnim darovima o kojima su se brinuli hieropoei, čuvari i svećenici. Oni su izrađivali popise s posjetiteljima. U helenizmu nastaju prvi muzeji uz knjižnice, kao središta znanstvene, kulturne i umjetničke djelatnosti (Aleksandrija u 3. st. pr. Kr.,  Pergamu u 2. st. pr. Kr.).
Antički Rim ne poznaje muzeje kao instituciju, ali prikuplja i javno, u knjižnicama, dvoranama termi, hramovima ili na otvorenom, izlaže brojna djela likovne umjetnosti.
Današnji tip muzeja javlja se u doba renesanse u Italiji. Zbirka Lorenca Veličanstvenog u Firenci naziva se Musei dei codici e cimeli artistici (Muzej kodeksa i umjetničkih gema). Od 16. st. zanimanje za prikupljanje kulturno-povijesno-znanstvene građe (curiosa naturalia) raste i javljaju se galerije u kojima se čuvaju umjetnička djela.
U 18. st. grade se prve muzejske zgrade prilagođene muzejskoj građi i otvorene javnosti: muzej Asmolean u Oxfordu, s tiskanim pravilima iz 1714., naplaćuje ulaz pod vodstvom kustosa; Naturhistorisches Museum (Prirodoslovni muzej) u Beču (1748.); British Museum (Britanski muzej) u Londonu (1753.) i dr.
Francuska revolucija dovodi do stvaranja mnogih javnih muzeja. U 19. st. dolazi do prvih specijalističkih razvrstavanja muzeja. S jedne strane pokušavaju se stvoriti enciklopedijski muzeji s edukativnim pristupom (Metropolitan Museum of Art u New Yorku i Museum of Fine Arts u Bostonu), a s druge strane, slijedom pojave novih znanstvenih disciplina, muzejske zbirke prerastaju u specijalizirane muzeje: 
- arheološke (1802. osnovan je lapidarij u Augustovu hramu u Puli; Arheološki muzej u Splitu osnovan je 1820., a u Zadru 1830.),
- umjetnički muzeje i galerije (National Gallery u Londonu iz 1842., Ermitaž u Petrogradu iz 1852., Strosmajerova galerija starih majstora u Zagrebu iz 1868.,Muzej za umjetnost i obrt,u Zagrebu1880.),
- tehničke muzeje (Conservatoire National des Arts et Métiers u Parizu iz 1794.; Deutsches Museum von Meisterwerken der Naturwissenschaft und Technik u Münchenu iz 1903.), Tehnički muzej u Zagrebu 1854.
- povijesne muzeje (Muzej Napoleona u Parizu; Heeresmuseum u Beču),
- etnografske muzeje (1837. u Leidenu; Museum fur Völkerkunde u Beču iz 1876.; Etnografski muzej u Splitu iz 1910. i u Zagrebu 1919.),
- prirodoslovne muzeje (Narodni prirodoslovni muzej u Parizu iz 1793.; National Museum of Natural History u okviru Smithsonian Institution u Washingtonu iz 1846.; American Museum of Natural History u New Yorku iz 1869.),
- nacionalne muzeje (Narodni muzej u Zadru iz 1832. i Zagrebu 1846.) koji kod malih naroda afirmiraju nacionalni identitet.

U 20. st. muzeji definiraju različite oblike izlaganja, metodološki oblikovanih kako bi komunicirali s javnošću. Objavljuju se popratni katalozi izložbi i druge publikacije, izrađuju se i prodaju suveniri, organiziraju se predavanja i pedagoške radionice za djecu. U Drugom svjetskom ratu mnoštvo muzeja je uništeno. Poslije rata grade se velike, nove muzejske zgrade: 1959. Guggenheim Museum u New Yorku; 1964. Muzej antropologije u Ciudad de Méxicu; 1973. Muzej van Gogha u Amsterdamu; 1977. Nacionalni muzej moderne umjetnosti u centru Georges Pompidou (tzv. Beaubourg) u Parizu; 1982.; Neue Staatsgalerie u Stuttgartu; ili se izvode sadržajne adaptacije (u Parizu kolodvorska zgrada u Musée d'Orsay, zgrada Hôtel Sallé u Musée Picasso i dr.); otvaraju se eko-muzeji i muzeji na otvorenom.
Potkraj 20. i početkom 21. st. dolazi do razvoja virtualnih muzeja, kao i tematskog okupljanja digitalnih zbirki dostupnih internetom. MOWA (engl. Museum of Web Art) ne postoji kao zgrada, ali ima postav, nudi mogućnost razgledavanja i edukativne programe.

## Najvažniji muzeji i galerije

### Europa
- Amsterdam: Državni muzej u Amsterdamu, Van Goghov muzej
- Beč: Muzej povijesti umjetnosti u Beču, Muzej Albertina u Beču, Austrijska galerija Belvedere
- Berlin: Muzejski otok
- Bilbao: Muzej moderne umjetnosti Guggenheim Bilbao.
- Dresden: Galerija u Dresdenu,
- Firenca: Palača Pitti i Galerija Uffizi, Bargello,
- Köln: Rimsko-germanski muzej Köln, Muzej Wallraf-Richartz, Muzej Ludwig, Muzej istočnoazijske umjetnosti u Kölnu,
- Krakov: Muzej Czartoryski.
- London: British Museum i National Gallery, Muzej Viktorije i Alberta, Natural History Museum,
- Madrid: Muzej umjetnosti Prado,
- Milano: Galerija Brera,
- Moskva: Tretjakovska galerija,
- München: Stara pinakoteka, Nova pinakoteka, Njemački muzej,
- Pariz: Muzej povijesti i umjetnosti Louvre, muzej umjetnosti d'Orsay, Centar Georges Pompidou
- Rim: Vatikanski muzeji, Moderna galerija,
- Sankt-Peterburg: Muzej umjetnosti Ermitaž,
- Venecija: Galerija Akademije u Veneciji, Zbirka Peggy Guggenheim
- Zagreb: Muzej za umjetnost i obrt, Arheološki muzej, Mimara, Muzej suvremene umjetnosti

### Amerika
- Guayaquil: IMAX muzej
- Lima: Muzej Larco
- New York: Metropolitan muzej umjetnosti, Guggenheim muzej u New Yorku, Muzej moderne umjetnosti u New Yorku.
- Sao Paolo: Muzej umjetnosti São Paulo.
- Washington: Nacionalna galerija umjetnosti

### Azija
- Muzej povijesti Shaanxi u Xi'anu, Kina.

## Poveznice
- Hrvatsko muzejsko društvo
- Hrvatsko muzejsko vijeće
- Popis muzeja u Hrvatskoj
- Virtualni muzej

## Vanjske poveznice
- Definicija muzeja prema ICOM  Arhivirana inačica izvorne stranice od 12. svibnja 2008. (Wayback Machine)
- Hrvatsko muzejsko društvo
- Društvo muzealaca i galerista Istre  Arhivirana inačica izvorne stranice od 11. rujna 2012. (Wayback Machine)
- Muzejska udruga istočne Hrvatske
- Muzejski dokumentacijski centar